# Maria del Carmen las Heras Pérez-Caballero
Maria del Carmen las Heras Pérez-Caballero (Medrano, La Rioja) és una política del Partit Popular de La Rioja.
Entre 1987 i 1991, va ser tinent d'alcalde a l'ajuntament de Logronyo. Entre 1991 i 1995, va ser vicepresidenta de la Diputació General de La Rioja. Des del 23 de juny de 1995 va ser presidenta d'aquest òrgan legislatiu.